# Юнко
Юнко (Junco) — рід горобцеподібних птахів родини Passerellidae. Поширені в Північній та Центральній Америці.

## Етимологія
Назва роду походить від латинського iuncus, що означає «поспіх».

## Список видів
Рід включає 5 видів:
- Юнко сірий (Junco hyemalis)
- Юнко гвадалупський (Junco insularis)[4]
- Юнко мексиканський (Junco phaeonotus)
- Юнко жовтоокий (Junco bairdi)
- Юнко вулканійський (Junco vulcani)